# 勝部太
勝部 太（かつべ ふとる、1949年 - ）は、日本の声楽家・音楽教育者。東京藝術大学名誉教授。群馬大学教育学部名誉教授。元東邦音楽大学特任教授。専門は声楽。

## 来歴
長崎市出身。福岡教育大学英語科を卒業。1976 年東京藝術大学大学院音楽研究科修士課程声楽専攻（独唱）修了。同年、日本音楽コンクール声楽部門第1位受賞。
1977年《蝶々夫人》シャープレスで二期会にデビューし、1978 年《ドン・ジョヴァンニ》タイトルロールを演ずる。1979年文化庁派遣芸術家在外研修員としてミュンヘンに留学する。帰国後、モンテヴェルディ《オルフェオ》タイトルロール、《フィガロの結婚》伯爵、《ファルスタッフ》フォード、《タンホイザー》ヴォルフラム、《ワルキューレ》ヴォータン、《カルメン》エスカミーリョ、《ちゃんちき》狐のおとっさま、《金閣寺》溝口、《欲望という名の電車》スタンリーなど、バロックから現代までさまざまなオペラで活躍する。コンサート歌手としても「第九」はもとより、マーラーやツェムリンスキーでも優れた歌唱を行う。近年はシューベルトの歌曲集《冬の旅》とロシア・ロマンスに情熱を傾ける。1979年と1991年ジロー・オペラ賞。1991年第1回出光音楽賞。
東京藝術大学では1982年以来音楽学部声楽科非常勤講師を務め、2012年同准教授、2013年同教授として34年にわたって後進の育成にあたってきた。この間、1985-1999年東邦音楽大学総合芸術研究所教授（1999年- 特任教授）、1999-2012年群馬大学教育学部教授。日本声楽アカデミー会員、二期会会員。

## 年譜
- 福岡教育大学英語科卒業。
- 東京芸術大学大学院声楽科修了。
- オペラ研修所第1期修了。
- 1976年　労音主催公演「カルメン」のエスカミーリョでデビュー。
- 1979年10月　文化庁派遣芸術家在外研修員として、ミュンヘン（ドイツ）に留学。
- 1991年　第1回出光音楽賞受賞。
- 1997年5月　オペラ三枝成彰「忠臣蔵」に出演
- 1998年　長野オリンピック記念オペラ「善光寺物語」タイトルロール出演
- 1999年　仙台オペラ支倉常長「遠い帆」タイトルロール出演

## 人物
中山悌一に師事。
演奏会形式で、小澤征爾指揮新日フィル公演「アッシジの聖フランシスコ」（日本初演）のフランシスコ、若杉弘指揮N響公演「ペレアスとメリザンド」「光太夫」（フセイノフ・世界初演）等に出演している。
これまでにベートーヴェン、レーヴェ、シューベルト、シューマン、ブラームス、ヴォルフ等の歌曲によるリサイタルを日生劇場、水戸芸術館、上毛ホール等で度々行っている。
二期会会員。 
歌をこよなく愛している。

## 活動実績
- 二期会・新国立劇場『忠臣蔵』

## 担当講義
- 声楽
- 合唱